# یرسینیا انتروکولیتیکا
یرسینیا انتروکولیتیکا (نام علمی: Yersinia enterocolitica)، کوکوباسیل‌های گرم منفی در خانواده انتروباکتریاسه هستند. باکتری عامل بیماری یرسینیوز است. یرسینیوز، بیماری زئونوز (مشترک بین دام و انسان) است که گستره وسیعی از جانوران مانند گاوها، گوزن‌ها، خوک‌ها و پرندگان را آلوده می‌سازد. بسیاری از این جانوران از بیماری بهبود پیدا می‌کنند اما پس از آن، به شکل ناقلین بدون علامت باکتری باقی خواهند ماند.

## علائم و نشانه‌های بیماری
عفونت حاد به‌طور معمول منجر به انتروکولیت (التهاب روده) خود محدود شونده ملایم یا ایلئیت (التهاب دراز روده) در انسان خواهد شد. اسهال خونی یا آبکی و تب از نشانه‌های بیماری است. پس از خورده شدن باکتری، یرسینیا انتروکولیتیکا در درازروده تکثیر پیدا می‌کند و سپس به پلاک‌های پیر (بافت لنفاوی روده) حمله می‌کند. از آنجا باکتری می‌تواند به غدد لنفاوی مزانتریک گسترش یافته و ایجاد لنفادنوپاتی کند. این حالت خیلی شبیه آپاندیسیت است. از این رو، آپاندیسیت کاذب (pseudoappendicitis) نامیده می‌شود. در بیمارانی که سیستم ایمنی در آن‌ها سرکوب شده‌است، باکتری ممکن است وارد طحال و کبد شود و در آنجا، آبسه تشکیل دهد. از آنجایی که جنس یرسینیا، باکتری‌هایی آهن دوست (siderophilic)هستند، بیماران مبتلا به هموکروماتوز ارثی (بیماران دارای میزان بالای آهن خون)، حساسیت بیشتری نسبت به عفونت با یرسینیا دارند. در واقع شاید بتوان گفت که یرسینیا انتروکولیتیکا، شایع‌ترین باکتری آلوده کننده فراورده‌های خونی ذخیره شده‌است. یرسینیا از طریق غذا یا آب آلوده به انسان منتقل می‌شود.

## درمان
بیماری به‌طور معمول خود محدود شونده‌است و نیاز به درمان ندارد. عفونت‌های شدید با استفاده از داکسی سایکیلین همراه با یک آمینوگلوکوزید درمان می‌شوند. سایر آنتی بیوتیک‌های فعال علیه یرسینیا انتروکولیتیکا عبارتند از تری متوپریم سولفامتوکسازول، فلوروکوئینولون‌ها، سفتریاکسون و کلرامفنیکل. باکتری به دلیل تولید آنزیم‌های بتالاکتاماز (آنزیم‌های تجزیه کننده آنتی بیوتیک‌های بتالاکتام) به پنی سیلین G، آمپی سیلین و سفالوتین مقاوم است.

## پیش آگهی
گاهی اوقات عفونت یرسینیا انتروکولیتیکا پس از بیماری‌های التهابی مزمن مانند آرتریت، خود را نشان می‌دهد. این طور تصور می‌شود که باکتری با بیماری خود ایمنی تیروئیدیت گریوز (Graves-Basedow thyroiditis)مرتبط باشد. هنوز نقش باکتری در ارتباط با این بیماری، به‌طور کامل به اثبات نرسیده‌است.